# Bertingen
Bertingen ist ein Ortsteil der Gemeinde Angern im Nordosten des Landkreises Börde in Sachsen-Anhalt.

## Geografie
Bertingen im südöstlichen Winkel der Altmark liegt zwischen den Auen des Tanger östlich der Colbitz-Letzlinger Heide und der Elbe mit ihren zahlreichen Altarmen, im Bereich zwischen Magdeburg und Stendal. Die Umgebung ist überwiegend flach und waldreich. Die Gemarkung des Ortsteils grenzt im Norden und Osten an den Landkreis Stendal, die Elbe bildet im Süden die Grenze zum Landkreis Jerichower Land, im Südwesten grenzt eine Exklave der Stadt Stendal an die Gemarkung. Für das Elbauengebiet wird die Einstufung als Biosphärenreservat angestrebt, für die Treuel-Niederung der Naturschutzgebiet-Status.

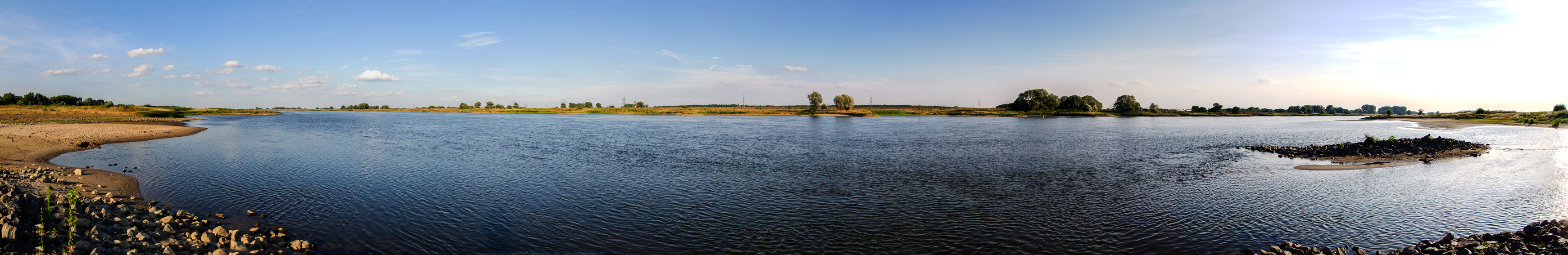
Elbaue bei Bertingen

## Geschichte
Aus dem Jahr 1225 ist der Ortsname Bertigge überliefert, das Gebiet um das Dorf war aber wesentlich früher besiedelt, worauf Grabungsfunde hindeuten. Durch die häufigen Überschwemmungen der Elbe, die von Süden kommend nahe Bertingen nach Osten schwenkt, wurde der Platz der Dorfanlage im 16. Jahrhundert an der heutigen Stelle neu aufgebaut (die Kirche entstand 1571). Bis zum 19. Jahrhundert war das Treideln auf diesem Elbeabschnitt notwendig (noch heute erinnert der Landschaftsname Treuel daran).
Im Dreißigjährigen Krieg wurden viele Dörfer der Umgebung wüst. Bertingen wurde allmählich neu besiedelt, nachdem noch drei Feuerstellen übriggeblieben waren.
Durch Bertingen führte eine alte Poststraße nach Kehnert (erhaltener Viertelmeilenstein), eine Heerstraße führte westlich an der Gemeinde vorbei.
Während des Zweiten Weltkrieges waren in Bertingen polnische, französische und sowjetische Gefangene untergebracht. Noch in den letzten Kriegstagen kamen zahlreiche KZ-Häftlinge ums Leben, die in Richtung Mahlwinkel durch das Dorf getrieben wurden.
Nach dem Krieg erhöhte sich die Einwohnerzahl durch viele Flüchtlinge. Von 1957 bis 2005 verringerte sich die Einwohnerzahl um ein Drittel.
Zu DDR-Zeiten wurde im Ort das Zentrale Pionierlager „Friedrich Engels“ durch den VEB Magdeburger Armaturenwerk errichtet und unterhalten.
Am 1. Januar 2010 schlossen sich die bis dahin selbstständigen Gemeinden Bertingen, Mahlwinkel und Wenddorf mit der Gemeinde Angern zur neuen Gemeinde Angern zusammen.

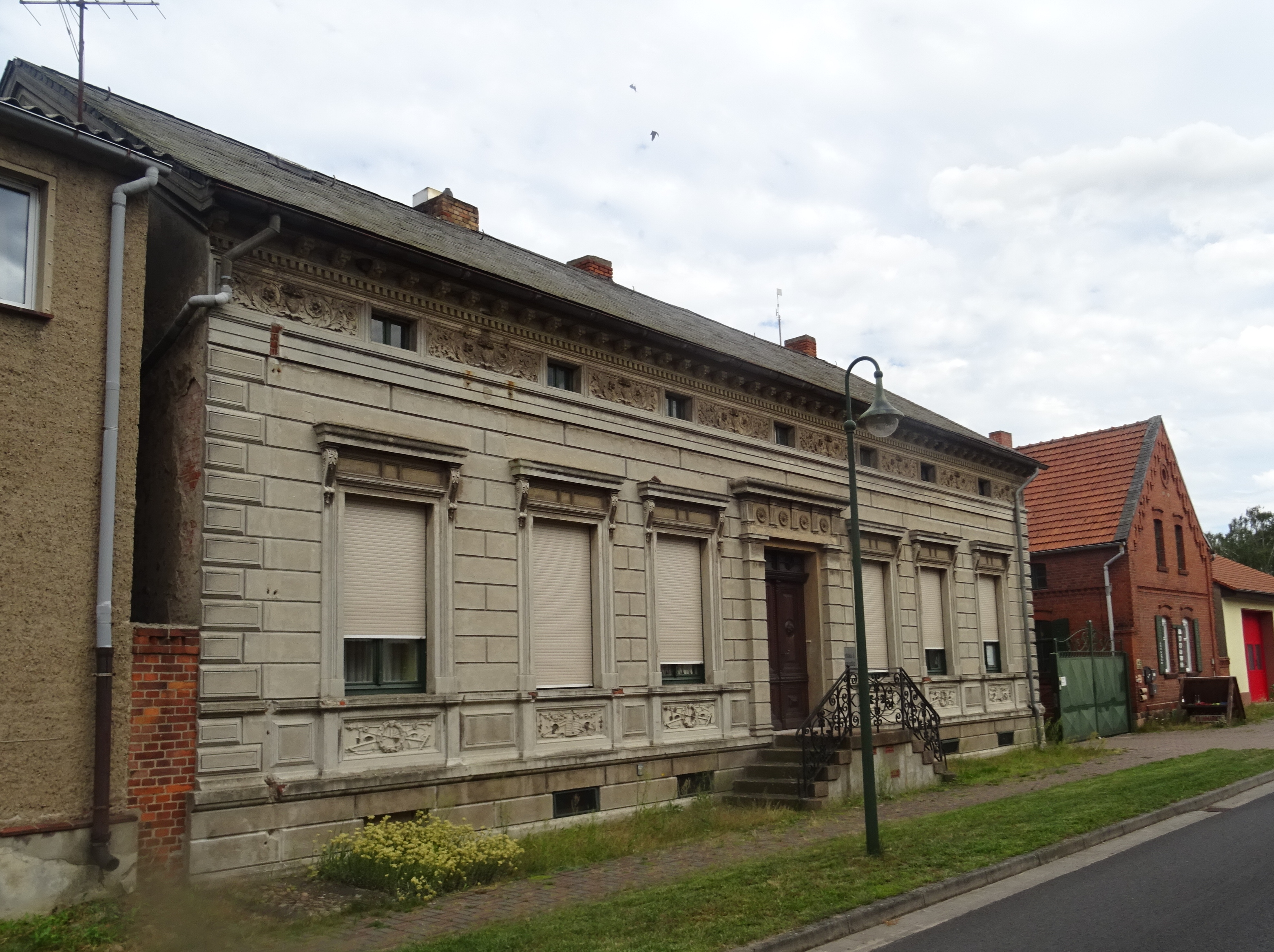
Haus in der Dorfstraße

## Wappen
Das Wappen wurde am 30. April 1997 durch das Regierungspräsidium Magdeburg genehmigt.
Blasonierung: „In Silber auf einem entwurzelten grünen Stubben mit goldener Oberfläche ein auf seinen Hinterbeinen sitzendes rotes Eichhörnchen, nagend an einer goldenen Eichel mit grüner Kapsel in seinen Vorderpfoten.“
Das Eichhörnchen ist das Maskottchen für Bertingen bei dem alljährlich stattfindenden Dorffest. In der Dorfgemarkung befinden sich außerdem Eichenbestände.
Die Farben der Gemeinde waren Rot – Silber (Weiß).

## Wirtschaft und Infrastruktur

### Gewerbe
- Elbland P.u.H. GmbH (Bewirtschaftung von rund 540 Hektar Ackerflächen und rund 160 Hektar Grünland, Milchviehhaltung)
- Forst- und Landschaftspflegebetrieb
- Bautischlerei
- Feriendorf Bertingen
- Campingplatz Bertingen

### Verkehr
Von Bertingen führen Verbindungsstraßen nach Kehnert an der Elbe, über Uetz in die Stadt Tangerhütte und über Mahlwinkel nach Wolmirstedt. In der sechs Kilometer entfernten Gemeinde Mahlwinkel besteht Bahnanschluss (Bahnlinie von Magdeburg nach Stendal). Bertingen ist an den öffentlichen Personennahverkehr des Landkreises Börde und Landkreises Stendal angebunden.
In den Landkreis Stendal verkehren Linienbusse und Rufbusse der Regionalverkehrsbetriebe Westsachsen (RVW) unter dem Markennamen stendalbus. Im Landkreis Börde verkehrt die Kraftverkehrsgesellschaft mbH Börde-Bus und OhreBus Verkehrsgesellschaft mbH. Sie gehören dem Verkehrsverbund marego an.

## Sehenswürdigkeiten
- Feldsteinkirche und das gegenüberliegende Pfarrhaus (Fachwerkbau)
- Krieger-Denkmal
- preußischer Viertelmeilenstein
- Bertinger See
- Grabstätte auf dem Ortsfriedhof für einen unbekannten KZ-Häftling